# کتاب ناحوم
کتاب ناحوم هفتمین کتاب از دوازده پیامبران موجود در کتاب مقدس عبری است. نگارش این کتاب را به ناحوم نسبت میدهند و احتمالاً در سده هفتم پیش از میلاد و در اورشلیم نوشته شده است. این کتاب مشتمل بر دو بخش است.